# Parafia Najświętszego Serca Pana Jezusa w Żmiącej
Parafia Najświętszego Serca Pana Jezusa w Żmiącej – parafia rzymskokatolicka, należąca do dekanatu Ujanowice w diecezji tarnowskiej. Swoim zasięgiem obejmuje wsie Żmiąca i Kobyłczyna. Opiekę nad nią sprawują księża diecezjalni.
Odpust parafialny obchodzony jest w niedzielę po uroczystości Najświętszego Serca Pana Jezusa. 
Proboszczem parafii od 2013 r. jest ks. Marek Wójcik